# Pasaje Discovery
El pasaje Discovery (en inglés, Discovery Passage) es un canal marino que rodea la costa noreste de la isla de Vancouver en la Columbia Británica, Canadá. El canal está limitado por la propia isla de Vancouver y varias de las islas Discovery y comunica el estrecho de Georgia, al sureste, con el estrecho de Johnstone, al noroeste.
La mayor parte de la costa oriental del pasaje pertenece a la isla Quadra y el extremo norte está limitado por la isla Sonora. El pasaje tiene unos 25 km de longitud y unos 2 km de ancho, salvo en el Seymour Narrows, que se encuentra en la mitad inferior del pasaje Discovery. 
El pasaje es una importante ruta de navegación ya que es el canal preferido por los buques que entran o salen del estrecho de Georgia desde el norte. Forma parte del Pasaje Interior, la ruta que sigue al norte a través del estrecho de la Reina Carlota y el archipiélago de la Reina Carlota hasta Alaska y el océano Pacífico Norte.
A lo largo del estrecho solamente hay un único ciudad o pueblo de importancia, Campbell River (32 000 hab. en 2006), en el inicio del pasaje, en la isla Vancouver.

## Historia
Fue nombrado por el capitán George Vancouver en reconocimiento de su barco, el HMS Discovery, en la partida de reconocimiento en que determinó que la isla de Vancouver era una isla.